# Ачарья, Сурьякант
Сурьякант Ачарья (англ. Suryakant Acharya, 9 декабря 1929, Джунагадх, Британская Индия — 21 декабря 2009, Джунагадх, Гуджарат) — индийский политик из партии Бхаратия Джаната и член парламента Индии, представлявший Гуджарат в Раджья сабха, верхней палате индийского парламента.
Он был избран от штата Гуджарат в Раджья сабха, в парламенте Совета штатов Индии на период с 2005 по 2011 год.
Он был заместителем председателя Государственной плановой комиссии штата Гуджарат с июня 1998 года по январь 2003 года.
Он был женат на Хемабен Ачарья, которая была министром здравоохранения в правительстве Гуджарата в 1975–1980 годах. У них был один сын.